# Karaulbazar
Karaulbazar es una localidad de Uzbekistán, en la provincia de Bujará.
Se encuentra a una altitud de 247 m sobre el nivel del mar. 

## Demografía
Según una estimación de 2010 contaba con una población de 9 294 habitantes.